# Monte Santo de Minas
Monte Santo de Minas est une ville de l'État du Minas Gerais au Brésil.